# Tomislav de Croacia

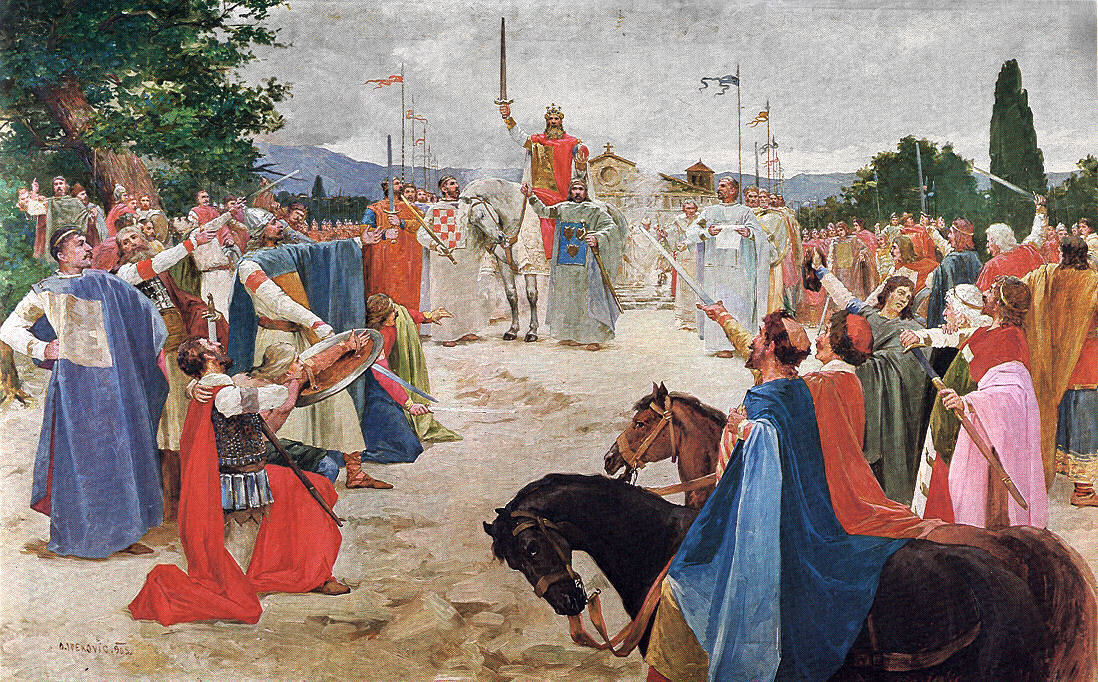
Coronación del rey Tomislav (pintura moderna).

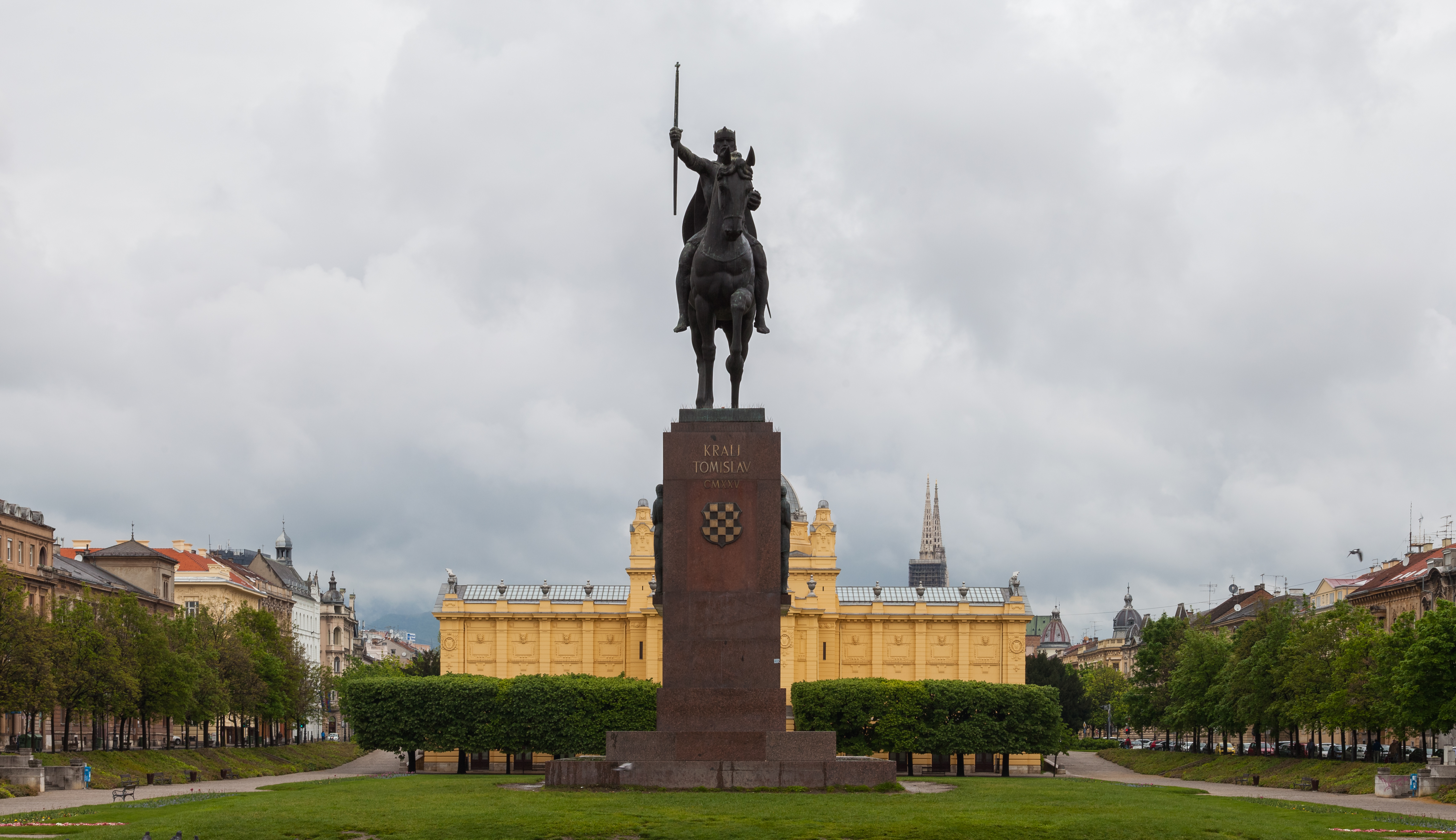
Estatua en honor a Tomislav en la plaza homónima en Zagreb.

Tomislav (muerto hacia 928) fue el primer rey de Croacia. Miembro de la Dinastía Trpimirović, era probablemente hijo del duque de Dalmacia (knez) Muncimir
, y se convirtió en duque de Dalmacia hacia 910. Gobernó desde 910 hasta su muerte, y se proclamó primer rey de Croacia en 925. Ese mismo año, el papa Juan X se dirigió a él en una carta como "rex Croatorum"
. Durante su reinado unió los ducados de Panonia y Dalmacia formando el reino croata, que bajo su poder se convirtió en uno de los estados más poderosos de la Europa medieval. 
Derrotó a los magiares, a los cuales situó definitivamente al otro lado del río Drava, incorporando Eslavonia a su reino. Fue aliado de los bizantinos, y gracias a ello administró las grandes ciudades dálmatas (Zadar, Split, Trogir). Repelió los ataques búlgaros, destacando el triunfo en la sangrienta Batalla de Bosnia, el 27 de mayo de 927, sobre las tropas de Simeón I de Bulgaria. Organizó un poderoso ejército, que incluía una poderosa flota: 100.000 infantes, 60.000 caballeros y 180 buques de guerra.